# Ephistemus globulus
Ephistemus globulus är en skalbaggsart som först beskrevs av Gustaf von Paykull 1798.  Ephistemus globulus ingår i släktet Ephistemus, och familjen fuktbaggar. Arten är reproducerande i Sverige.

## Bildgalleri

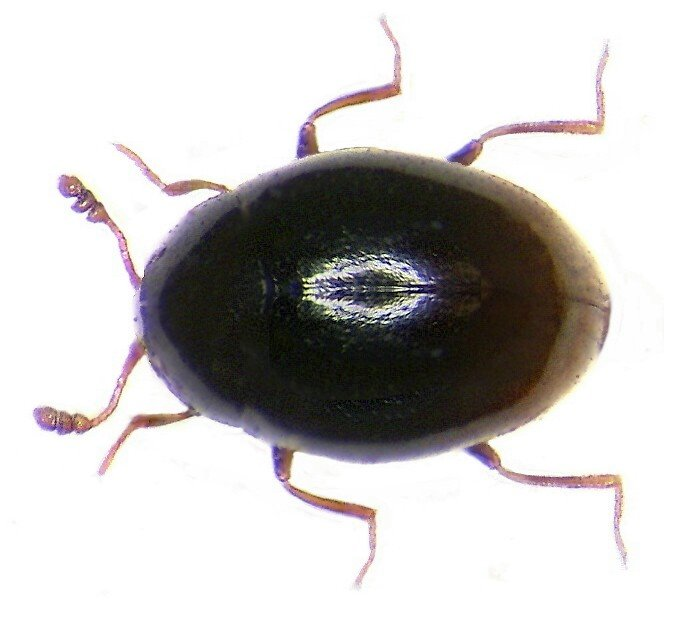